# Kindred (Dakota du Nord)
Pour les articles homonymes, voir Kindred.
La ville américaine de Kindred est située dans le comté de Cass, dans l’État du Dakota du Nord. Elle comptait 692 habitants lors du recensement de 2010. Kindred est une ville-dortoir de Fargo, la ville la plus peuplée de l’État.

## Démographie
| 1920 | 1930 | 1940 | 1950 | 1960 | 1970 |
| ---- | ---- | ---- | ---- | ---- | ---- |
| 334  | 429  | 450  | 504  | 580  | 495  |

| 1980 | 1990 | 2000 | 2010 | - | - |
| ---- | ---- | ---- | ---- | - | - |
| 568  | 569  | 614  | 692  | - | - |

## Source
- (en) Cet article est partiellement ou en totalité issu de l’article de Wikipédia en anglais intitulé « Kindred, North Dakota » (voir la liste des auteurs).